# La Machine lente du temps
La Machine lente du temps est une nouvelle de science-fiction de Élisabeth Vonarburg, publiée en 1984.

## Publications

### Publications en France
La nouvelle a été publiée dans :
- Janus, éd. Denoël, collection Présence du futur n° 388, octobre 1984.
- La Frontière éclatée, anthologie, Le Livre de poche n°7113, 1989.
- Le Jeu des coquilles de Nautilus, éditions Alire, septembre 2003.

### Publications hors de France
La nouvelle a été publiée :
- en langue allemande sous le titre Die säumige Zeitmaschine[2] (1997) ;
- en langue anglaise sous le titre The Slow Engine of Time[3] (2000).

## Résumé
Dans une lamasserie quelque part dans l’Himalaya se trouve le Centre. Il prépare au « Grand Voyage », pour celles et ceux qui le souhaitent (appelés les « Aspirants »). Il s'agit, par le truchement du « Pont », d'envoyer les Aspirants dans d'autres univers parallèles. Egon Tiehart, âgé de 49 ans lorsque le récit commence, vit dans le Centre depuis l'âge de ses 18 ans. Jadis, 31 ans auparavant, lui-aussi était venu au Centre pour faire le Grand Voyage. Par amour pour une femme prénommée Talitha, alors âgée de 35 ans, il avait renoncé au Grand Voyage. Mais Talitha était partie faire le Grand Voyage ; juste avant de partir elle lui avait dit : « un jour je reviendrai ». Et lui était resté au Centre, et depuis 31 ans, il l'attend sans être certain de son retour. Il est devenu l’un des moniteurs du Centre et, comme les autres moniteurs, est chargé de préparer les Aspirants au Grand Voyage. Son meilleur ami est Thénadèn, un autre moniteur.
Un soir, Thénadèn fait entrer dans le Centre une jeune fille de 19 ans. Elle s'appelle Talitha Mélanéwic. Malgré son prénom, elle ne ressemble pas spécialement à la Talitha de jadis. D'ailleurs la jeune fille se fait appeler « Mélané ». Issue d'une famille déstructurée, ayant vécu avec des délinquants, elle souhaite quitter cette vie et faire le Grand Voyage. La préparation au Voyage durant longtemps. Peu à peu, Egon et Mélané deviennent amis et discutent longuement. Il apprend des choses sur la vie de la jeune fille et lui révèle certains éléments de son passé. Une nuit, Mélané fait une crise et dans un état semi-comateux, tente de partir pour faire le Voyage alors qu'elle n'est manifestement pas prête. Egon la prend au mot et lance le processus de départ ; Mélané interrompt le processus. Cet événement assez traumatisant les rapproche. En fin de compte, leur amitié devient si intense qu'ils finissent par avoir des relations sexuelles. Cet état de grâce dure une quinzaine de jours, jusqu'au jour où Egon apprend par Thénadèn que Mélané envisage de faire le Voyage très bientôt. Quand il voit Mélané, celle-ci lui confirme l'information. Le lendemain, Mélané fait le Grand Voyage.
Après réflexion et analyse des informations données par Thénadèn, Egon en vient à la conclusion que Mélané était la Talitha qu'il avait jadis connue. La jeune Mélané qui vient de partir a vécu sa vie et a vécu des aventures, est revenue dans le passé quand Egon avait 18 ans, l'avait séduit en sachant que la vérité de la vie d'Egon résidait dans le Centre comme moniteur. Quand elle était partie en disant « un jour je reviendrai », elle savait que 31 ans plus tard, il la reverrait mais étant jeune. Ainsi elle n’avait pas menti : Egon l'avait revue, mais comme la Talitha jeune et sans savoir qu'il devenait ami avec l'élue de son cœur.